# Pedagogía hospitalaria

## Aproximación a la Pedagogía hospitalaria

### Acción educativa en el hospital
Es una parte de la pedagogía cuyo objetivo de estudio, investigación y dedicación es el individuo hospitalizado, con el objetivo de que continúe con su aprendizaje cultural y formativo, y además sea capaz de hacer frente a su enfermedad, haciendo hincapié en el cuidado personal y en la prevención. Es una rama que se encarga de la atención de los sujetos hospitalizados para que continúen con su formación y aprendizaje, además de que puedan hacer frente a la enfermedad que padecen. 
La pedagogía hospitalaria se encarga de la socialización del paciente contribuyendo a la relación entre pares, es decir, que los niños se relacionen entre sí al compartir condiciones similares de salud y una nueva forma de vida, además de orientar a compensar el retraso académico por falta de escolaridad y dar contenidos educativos en los tiempos libres fuera del tratamiento médico.
El juego, y en general las actividades recreativas, tienen una gran importancia debido a que ayuda al desarrollo óptimo e íntegro del niño, donde se adquieren habilidades, conocimientos y actitudes que le ayudan a proyectarse y dar sentido a su vida.
Se pretende ayudar al paciente para que a pesar de las circunstancias por las que se ve afectado para que pueda continuar desarrollándose de manera íntegra en cada uno de los aspectos personales que requiere.
Esta forma de hacer pedagogía comprende la formación integral y sistemática de niño enfermo y convaleciente, cualquiera que sean las circunstancias de su enfermedad, en edad escolar obligatoria, a lo largo de su proceso de hospitalización.
La Pedagogía Hospitalaria surge en los contextos hospitalarios ante las siguientes necesidades:
- Necesidades pedagógicas: de aprendizaje de materiales y contenidos escolares.
- Necesidades psicológicas: de acogida y adaptación del paciente al hospital y atención durante la estancia.

Gran cantidad de niños hospitalizados padecen trastornos emocionales. Hay que tener en cuenta las fases por las que pasa el proceso de tratamiento y recuperación del niño enfermo, y la complejidad de las personas implicadas dentro del contexto. Son las siguientes:
1. Fase de admisión: El niño, ya desde el diagnóstico previo, suele sentir inquietud, inseguridad y ansiedad. Es la ansiedad uno de los factores que más inciden en la nueva situación vivida por el niño, ya que tiene que separarse de la familia y encontrarse en un lugar desconocido, con personas desconocidas, y con miedo ante la intervención quirúrgica. Por tanto será necesario contar con un programa que ayude a reducir la ansiedad del niño o de los padres.
2. Fase de estancia: Uno de los factores que más influye en el decaimiento de ánimo del enfermo es la separación de su familia. Por lo que puede influir en la recuperación del enfermo el establecimiento de un ambiente similar al medio familiar, que junto a la presencia de los padres producirá en el niño enfermo seguridad y confianza.
Es importante llevar a cabo una conveniente orientación a la familia en relación con la actitud que deben tener ante la enfermedad, a la conducta más adecuada para favorecer la adaptación del niño en el hospital.
Los profesionales deberán atender a una serie de necesidades que surgirán en el niño tales como: el apoyo a la carencia afectiva, el proceso de adaptación del niño a la institución, la instrucción como complemento a la pérdida escolar y la preparación para integrarse cuando salga del hospital en la familia, en la escuela y en el medio social.
Para todo esto es necesario la presencia de un equipo multiprofesional que diseñe un programa dirigido al niño y otro a la familia.
3. Fase del alta: En esta fase hay que tener en cuenta la situación personal del enfermo, por si pudiera resultar una esperanza o una amenaza.

## Características de la pedagogía hospitalaria en el marco de una educación inclusiva
Es compensatoria: su objetivo es disminuir las lagunas educativas que supongan la ausencia escolar al centro del alumno enfermo y minimizar los problemas sociales y las dificultades educativas.
Es positiva: el proyecto pedagógico insiste más en las fortalezas y en los aspectos positivos que en continuar con las normas habituales de rendimiento. 
Es preparatoria para la integración socio profesional: la pedagogía hospitalaria, con su doble objetivo pretende mejorar la manera de abordar las adquisiciones escolares y personales y fomentar y motivar al alumno a descubrir y desarrollar sus capacidades.

## Principios organizativos de la escuela inclusiva
Los niños que padecen enfermedades crónicas, presentan una gran diversidad de problemas que afectan de muy distintas formas a sus necesidades educativas especiales.
Ciertas discapacidades serán permanentes, otras serán transitorias.
Las necesidades educativas pueden atenderse en el aula ordinaria con ayuda educativa, en el hospital, o en casa, otras necesitarán programas específicos de educación especial.
La atención educativa ha de ser parte integral del programa de tratamiento médico y constituir una labor compartida por la familia, equipo docente y personal sanitario, ya que la continuidad escolar del niño transmite un mensaje de esperanza en el futuro; y, asimismo, una atención educativa integral permite al niño desarrollar sus habilidades sociales y cognitivas. Es imprescindible contar con un programa hospital/escuela bien definido y organizado.
La organización de los servicios de atención integral de los niños con enfermedades crónicas debe responder a los principios defendidos por la escuela inclusiva: innovadora, orientada al consumidor, cooperativa e integradora de todos los servicios comunitarios que atienden a estos niños en todas sus facetas.

### Innovadora
Los profesionales tienen que desarrollar nuevas destrezas para enfrentarse a la resolución de problemas en un medio especialmente complejo, utilizando metodologías donde los niños puedan desarrollar su área psicomotora fina y gruesa e ir creciendo día con día que ellos puedan sentirse en otro mundo, experimentar, vivencia y sobre todo sentirse plenamente libres y capaces de realizar cualquier actividad aunque sus capacidades no lo permitan.

### Al consumidor
La familia y el propio niño deben tener una participación activa en los programas de tratamiento. Necesitan estar preparados para contestar a las preguntas de sus compañeros de clase, y los adolescentes, especialmente, han de expresar su opinión respecto a cómo se da la información a los profesores y a sus compañeros.

### Cooperativa e integradora
La educación de estos niños es una labor compartida por la familia, el equipo docente y el personal sanitario. Por ello, es fundamental que se establezca una coordinación estrecha y una comunicación fluida entre estos tres agentes en lo que respecta a la planificación y a la implementación del programa terapéutico. Ello favorecerá al desarrollo académico y social del niño o la niña. Se basa en nuevas actitudes hacia el niño enfermo.
Cuanto más pronto se incorpore el niño enfermo a la escuela, antes recobrará su equilibrio y autoestima perdidos como consecuencia del trauma emocional producido por la enfermedad.
El papel de hospital. Un programa terapéutico integral incluye la intervención educativa, dirigida por un profesional preparado y con experiencia en el ámbito educativo que se integrará en el equipo médico.
Los médicos deben ofrecer a los maestros una información específica relacionada con la situación del niño y darles la seguridad de que este dejará de asistir a la escuela si consideran que no está en condiciones para ello; asimismo, han de valorar cómo los tratamientos afectarán a la asistencia a la escuela y planificar adecuadamente las ausencias del niño.
La información que los médicos darán a los maestros incluirá los siguientes apartados: características de la enfermedad y tratamientos; factores que afectan a la atención del paciente, a su interacción social, a la enseñanza y cuidado médico; secuelas neurológicas y efectos educativos de algunas enfermedades y de sus tratamientos; y factores de riesgo.
El papel de los padres. Los padres constituyen el apoyo más estable de sus hijos en el hospital y en la escuela; por ello necesitan tener un conocimiento exacto del estado de su hijo y ser orientados por los profesionales para asumir su responsabilidad en la educación y tratamiento del mismo. El rol de las familias es fundamental para mejorar el desarrollo del niño o la niña.
El papel de los maestros. Tienen libertad para organizar los apoyos, realizar las adaptaciones curriculares y conseguir la aceptación del niño enfermo por sus compañeros, basándose en una evaluación cuidadosa de los efectos de la enfermedad y de los tratamientos en el funcionamiento académico y cognitivo de los niños.

## Pedagogía Hospitalaria en Venezuela

### Cronología de la Pedagogía Hospitalaria en Venezuela
La Pedagogía Hospitalaria en Venezuela surge como respuesta a la necesidad de atención y continuidad en el proceso de enseñanza y aprendizaje, que repercutirá en la escolaridad del niño, niña y adolescente, que a causa de la enfermedad y el proceso de enfermar, presentan un cambio brusco y repentino en su rutina de vida.  A partir de ese momento, desaparece el hábito del niño en la escuela, el hogar, los amigos, las maestras, siendo separado de todo su ambiente familiar de confort y de cotidianidad.
El inicio de esta Pedagogía data de 1845, cuando el Dr. José María Vargas, Presidente de la Dirección de Instrucción Pública, expone la necesidad de crear instituciones, asilos y escuelas infantiles (Hermo, 2012, p.33).
En 1912, se crean escuelas de tipo especial para atender a “ciegos, sordos y anormales”, según la Ley de Instrucción Pública. Para 1948 se sustenta la creación de planteles y secciones especiales para atender a niños física o mentalmente deficientes, inadaptados o en situación social irregular, visión que se mantiene en el Estatuto Provisional de Educación hasta 1949. (UNA, 2013, p.150). Bajo la dirección del Dr. Pastor Oropeza el Ministerio de Sanidad y Asistencia Social, se crean Los Jardines de Infancia anexos a la Escuela Normal y el Consejo Venezolano del Niño para dar atención integral de calidad al niño y a la madre desde la visión médica, social y educativa con las ideas innovadoras del Dr. Rafael Vegas.
Para el año de 1948 se registra la primera experiencia sistematizada de Pedagogía Hospitalaria en Venezuela y es en el “Aula Jardín Dra. Lya Imber” en el Pabellón de Niños del Hospital Central de Valencia, dependiente para el momento del Ministerio de Sanidad y Asistencia Social (MSAS) de la época y a cargo de la Maestra Normalista Lucy Magallanes de Ortega.
Entre 1967 y 1969, el Ministerio de Educación delimita el aspecto filosófico y político de la Educación Especial en Venezuela que aparece por primera vez definido la atención a niños físicamente excepcionales como “los sordos, ciegos, lisiados, débiles y hospitalarios”(Montes, p.3).
Para 1976, el Ministerio de Educación, bajo la Dirección de Educación Especial, se materializa la propuesta de atención de escolares con impedimentos físicos, bajo la figura de Aulas Anexas a hospitales, Escuelas Unitarias Hospitalarias atendiendo a la población de niños, niñas y adolescentes hospitalizados.
En el 2006 surge una nueva denominación de estos espacios nombrados, como “Aulas Hospitalarias” transformándose para el 2012 en Espacios Educativos en el Contexto Hospitalario. Paralelamente se encuentran en funcionamiento los Centros Educativos Hospitalarios (CEH) desde el año 1979 bajo la dirección para entonces del Consejo Venezolano del Niño, actualmente Fundación del Niño Simón; y Espacios Psicorecreativos bajo la responsabilidad de fundaciones y ONG.
En Venezuela existen en la actualidad más de 58 espacios en Hospitales Generales de Tipo IV (Parámetros regulatorios de la Infraestructura Operativa vigente según Gaceta Oficial de la República de Venezuela N.º 32.650 del 21 de enero de 1983) y Hospitales de Especialidades Pediátricas destinados a la atención educativa integral del niño, niña y adolescente hospitalizado.

## Características del personal docente que trabaja en el contexto hospitalario
Los docentes que laboran y están a cargo de los espacios educativos en contextos hospitalarios en Venezuela, son egresados de diferentes Institutos de Educación Universitaria y Universidades en las que se imparte la carrera de Educación en las diferentes menciones o especialidades.
Estos docentes no poseen formación curricular formal dentro del pensum de estudios, tanto en las instituciones públicas como privadas. Es la experiencia en la praxis lo que permite desarrollar las distintas actividades y competencias, desde los enfoques formativo, instructivo y psicopedagógico. (Hermo, 2008).
La Universidad Central  y el Instituto Universitario Salesiano Padre Ojeda ofrecen la asignatura Pedagogía Hospitalaria bajo la figura electiva dentro de la carrera de Educación. 
En el año 2011 el Instituto Universitario AVEPANE incluye en su pensum de estudios la asignatura “Pedagogía Hospitalaria”. Desde 2012 esta Institución, ofrece el Diplomado de Pedagogía Hospitalaria. 
El diseño del Diplomado y de la asignatura, respondieron a un diagnóstico realizado en el año 2008 en Venezuela, sobre la base de las competencias que la UNESCO (1996) denomina “los cuatro pilares de la educación”, necesarios para una educación a lo largo de la vida: Aprender a conocer, Aprender a hacer, Aprender a convivir y Aprender a ser. 

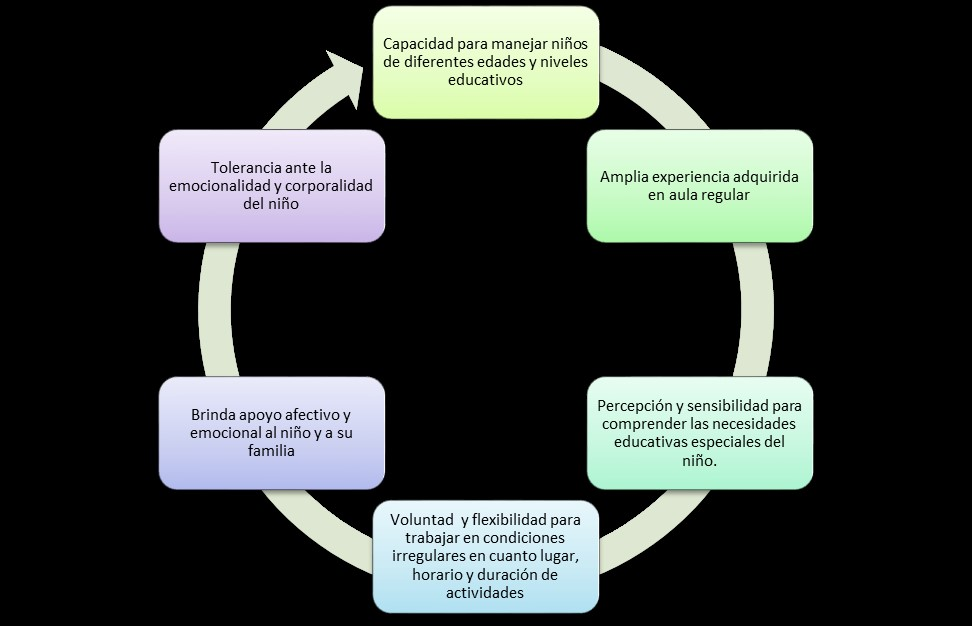
300pxGráfico en el que se representan las características del docente que labora en contextos hospitalario en Venezuela

Las características de los docentes que laboran el contexto hospitalario inciden en la mejoría de la calidad de vida del niño, niña y adolescentes hospitalizados y la de sus familias, porque les ayudan a conocer y entender sus dolencias físicas, emocionales y espirituales.

## Pedagogía Hospitalaria en Colombia
La primera experiencia documentada del funcionamiento de un aula pedagógica dentro de un servicio hospitalario y antecedente histórico del surgimiento de la pedagogía hospitalaria en Colombia, comenzó en 1972 en la Unidad de Cirugía Plástica y Quemados del Hospital de la Misericordia.
Su inspirador no fue un educador sino un médico, el Dr. Cristóbal Sastoque Melani, quien luego de culminar su pregrado en la Facultad de Medicina de la Universidad Nacional de Buenos Aires en 1958 hizo una especialización en cirugía plástica en la misma universidad en 1962. En 1963 regresó a Colombia para ocupar una vacante rural en Antioquia, y una vez que se estableció en Bogotá, se especializó en quemaduras en el Hospital San Juan de Dios, terminó vinculado al servicio de Cirugía Plástica y Quemados del Hospital de la Misericordia en mayo de 1963, donde también trabajaban los doctores Jorge Pedraza y Jorge Rincón atendiendo a la población de niños y niñas quemada sobre todo por accidentes con cocinol y pólvora.
Como refiere el doctor Sastoque en su libro: Guía práctica para el manejo del paciente quemado, publicado en 1990: esta atención de los pacientes quemados inició en la Misericordia poco tiempo después de su apertura, el 6 de mayo de 1963 , eran hospitalizados en el servicio de Ortopedia para ser atendidos por médicos generales y ortopedistas, pero en unas condiciones muy precarias por la falta de recursos económicos, locativos y de personal. Con la llegada del doctor Felipe Coiffman en 1957 como cirujano plástico se organizaron 12 camas para la atención del niño quemado en el Pabellón Margarita y 6 camas más en el Pabellón Sefaradita para cirugía plástica.
En 1971, el doctor Sastoque solicitó la ayuda del Ministerio de Educación, de allí fue remitido a la Secretaría de Educación del Distrito. María Cristina Arango Vega, esposa del presidente Misael Pastrana Borrero le ayudó con el nombramiento de María Luisa Tovar como profesora en jornada especial en 1972, ella duró en el cargo 5 años. Luego llegó la profesora Ana Lucía Rojas quien sólo permaneció por espacio de 3 meses, pues la traumatizó el trabajo con los niños quemados, aunque paradójicamente ella manifestaba que le gustaba el olor de estos niños…, pero definitivamente no pudo continuar. Para reemplazarla, el Dr. Sastoque acudió a la ayuda del presidente Misael Pastrana y logró que se nombrara en el cargo a la profesora María Nubia Velásquez, quien ingresó al servicio el 1° enero de 1979 y se desempeñó como docente a cargo del Aula hasta el 30 de agosto del año 2000. Finalmente el Dr. Sastoque se retiró de la Misericordia en el año 1993, pero el nuevo director del servicio decidió no continuar este proyecto que alcanzó a durar 25 años y 11 meses funcionando.
En el año 2010 se sanciona el acuerdo 453 del Consejo de Bogotá por el medio del cual se crea el servicio de apoyo pedagógico escolar para niños, niñas y jóvenes hospitalizados e incapacitados en la red adscrita a la Secretaría Distrital de Salud, asimismo facilita el proceso de educación formal de los niños, niñas y jóvenes, que por enfermedad o tratamientos médicos, se encuentren hospitalizados o incapacitados.  Dando facultad a la Secretaría de Educación del Distrito y la Secretaría Distrital de Salud de implementar el programa Aulas Hospitalarias
En el año 2013, el Ministerio de Educación Nacional implementó el Decreto 1470. Por medio del cual se reglamenta el Apoyo Académico Especial regulado en la Ley 1384 de 2010 y Ley 1388 de 2010 para la población menor de 18 años, el cual surge en el marco de la ley de cáncer para menores de edad y por una tutela interpuesta en la década anterior.
Bogotá no ha sido la única ciudad en implementar Aulas Hospitalarias, en la actualidad existen proyectos y programas similares en las ciudades de Medellín, Cali, Manizales, San Juan de Pasto, Bucaramanga, entre otras y  en el departamento del Valle del Cauca.
El docente Camilo Salgado Bocanegra adscrito al colegio Eduardo Santos y al Aula Hospitalaria de la Fundación Hospital Pediátrico de la Misericordia recibió el reconocimiento en la Noche de los Mejores del Ministerio de Educación Nacional, en la versión 2018, por ser una de las mejores experiencias docente en Educación Inclusiva.

## Aulas hospitalarias en España
“En las Aulas hospitalarias se aúnan dos derechos fundamentales de la ciudadanía, el de la educación y el de la salud. Derechos que cobran toda su dimensión humana cuando se trata de niños que sufren, que tienen miedo, que pueden sufrir aislamiento o que pueden ver retrasado su desarrollo intelectual y psicológico, si les falta la educación”.
Para dar respuesta a la necesidad que plantean algunos niños y niñas de escolarización que, durante un período de tiempo, más o menos prolongado, deja de asistir al colegio de forma regular, se ponen en práctica "Programas para la atención educativa del alumnado enfermo" mediante los cuales se ejecutan actuaciones para la atención de los escolares ingresados en los centros hospitalarios.
El ingreso por motivos sanitarios de niños y niñas en edad escolar ocasiona la interrupción del ritmo de su escolarización y además influye en el desarrollo emocional, mostrando afectación en relaciones sociales y afectivas

### Marco legal.
El marco europeo en el que se encuadra la Pedagogía Hospitalaria, la encontramos en la Carta Europea de los Derechos del Niño Hospitalizado, aprobada por el Parlamento Europeo en 1986 en el que se reconoce “el derecho de todo niño a proseguir su formación escolar durante su permanencia en el hospital” y en la Asociación Europea de Pedagogos Hospitalarios (HOPE) con sede en Bruselas.
El origen de este modelo educativo lo tenemos en Francia, dando sus primeros pasos a  finales de la Primera Guerra Mundial, dentro de una política dirigida a la protección de la salud infantil. Es a finales de la Segunda Guerra Mundial cuando la escuela se introduce de forma definitiva en los hospitales franceses, con la creación de los primeros puestos de enseñanza en los hospitales, que se vio reflejada con el decreto del 23 de julio de 1965, por el que se obligaba a dar atención escolar a los niños y adolescentes atendidos en los establecimientos sanitarios especializados.
En España la puesta en marcha de la aulas hospitalarias se produjo de forma más tardía en cuanto a la base legal; sin embargo, era una práctica llevada a cabo de manera habitual en los hospitales ya a finales del siglo XX, gracias a profesionales implicados en la misma.
Las Consejerías de Educación y de Salud ponen en marcha en 1988 un convenio de cooperación para la creación de Aulas Hospitalarias en los centros sanitarios de la comunidad autónoma de Andalucía, atendidas por docentes especializados.
Años después la Ley 9/1999, de 18 de noviembre, de Solidaridad en la Educación, y el Decreto 167/2003, de 17 de junio, por el que se establece la ordenación de la atención educativa a los alumnos y alumnas con necesidades educativas especiales asociadas a condiciones sociales desfavorecidas, que desarrolla el referido Decreto, han dado consistencia normativa a estas actuaciones en favor de los escolares ingresados en los centros sanitarios de la red de Hospitales del Servicio Andaluz de Salud y se han establecido los objetivos y los procedimientos para las correspondientes dotaciones de personal docente.

### Características.
Una de las características principales en cuanto a las aulas hospitalarias se refiere, es la imprescindible coordinación de todos los implicados en el proceso. Es necesario la colaboración y constante comunicación entre el hospital, el domicilio y el centro escolar para poder garantizar y poner en práctica una atención integral y compensadora de desigualdades que, adaptándose a las necesidades que los niños y niñas muestren, sean capaces de crear un entorno educativo lúdico y motivador dentro de una realidad que, por sí sola, no lo es, buscando en todo momento la normalización de su estancia en el hospital.
Los objetivos generales que se persiguen son:
- Proporcionar atención educativa al alumnado hospitalizado para asegurar la continuidad del proceso enseñanza/aprendizaje y evitar el retraso que pudiera derivarse de su situación.
- Favorecer, a través de un clima de participación e interacción, la integración socioafectiva de las niñas y niños hospitalizados, evitando que se produzcan procesos de angustia y aislamiento.
- Fomentar la utilización formativa del tiempo libre en el hospital, programando actividades de ocio de carácter recreativo y educativo en coordinación con otros profesionales y asociaciones que desarrollan acciones en el entorno hospitalario.

La metodología empleada dentro de las aulas hospitalarias se puede dividir, teniendo en cuenta los recursos espaciales en: asistencia al aula por parte del alumno, siempre que se garanticen las condiciones físicas para desplazarse hasta ella del alumno; o, si esto no fuera posible, en su propia habitación. El fin siempre va a ser evitar, en la máxima medida de lo posible, las consecuencias negativas de este periodo en el hospital, en cuanto a nivel académico y personal.
Dentro de los recursos imprescindibles, para paliar las consecuencias de este periodo, se encuentran las Tecnologías de la información y comunicación, las cuales van a posibilitar:
- La superación de la separación del contexto educativo, compañeros y rutinas.
- El seguimiento de actividades llevadas a cabo dentro del aula ordinaria mediante el uso de blogs, portfolios o espacios virtuales.
- La minimización del distanciamiento curricular con los compañeros que asisten con regularidad al centro.